# 顧夢麟

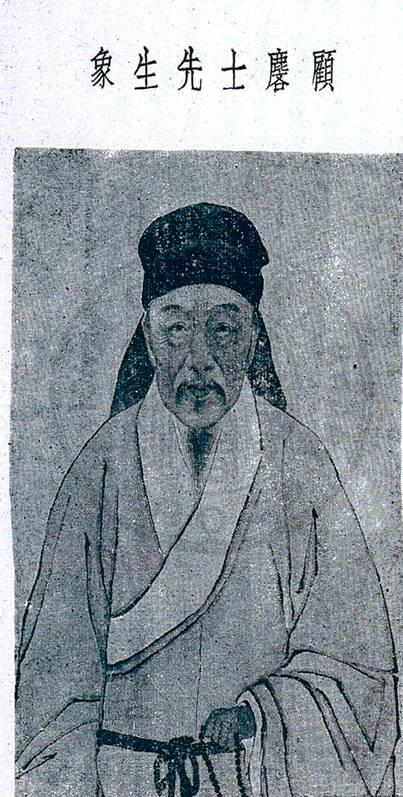
顧麐士先生象

顧夢麟（1585年—1653年），字麟士，人稱織簾居士，直隸太倉州雙鳳（今江蘇太倉市）人。
世居太倉州雙鳳，後徙常熟縣唐市，與楊彝友善，並稱“楊顧”。天啟四年（1624年），與郡中名士張采、楊廷樞、朱隗、吳昌時等十一人組織復社。入清後隱居不出，教授汲古閣毛氏。顧夢麟無子嗣，以程新之子程湄（顧湄）為養子。著《詩經說約》。